# Хінчанка
Хінчанка — історична місцевість Житомира, колишнє село.

## Розташування
Хінчанка розташована на східній околиці Житомира. На заході та півдні оточена залізничним полотном у напрямку Фастова та селом Клітчин на сході. 

## Історичні відомості
Назва місцевості походить від прізвища значних землевласників Гейнчів, які володіли землями у східному передмісті Житомира. У другій половині ХІХ ст. внаслідок розподілу успадкованих нащадками земель, з'являються Перша та Друга Хінчанки, одна з яких розташована в привокзальній частині міста та не значиться як окремий населений пункт з 1959 року, а інша — Друга Хінчанка, розташована на східній околиці міста — увійшла до меж Житомира в 1971 році. Друга Хінчанка в деяких документах 1920-х рр. помилково називалася Першою Хінчанкою.
У списку населених пунктів Волинської округи на 1925 рік хутір зазначається у складі Крошнє-Української сільської ради Черняхівського району.
У 1930 році хутір підпорядковано Житомирській міській раді.
1939 —1971 рр. — хутір (з 1954 року село) Глибочицької сільської ради Житомирського району (з 1962 по 1965 рр. у складі Коростишівського району). 
У 1971 році село Хінчанка включене до складу міста Житомира. Сільську вулицю Кузнєчну об'єднано з міською Кузнєчною та згодом названо вулицею Баранова (нині Сергія Параджанова). Вулицю Олега Кошового, раніше відому як вулиця Друга Хінчанка, вздовж якої зосереджувалися садиби села, приєднано до міської вулиці Корольова.
З кінця 1950-х років на землях довкола Хінчанки здійснюється будівництво низки промислових підприємств, що сформували Східний промисловий вузол. Першим постав Житомирський льонокомбінат. У 1963 році через село Хінчанку прокладено трамвайні рейки та продовжено трамвайний маршрут № 5 до льонокомбінату. 
Наприкінці 1950-х років в районі Хінчанки виникло робітниче селище 7-го Будтресту.
Протягом 1960 — 1970рр. поруч з Хінчанкою постали м'ясокомбінат, завод хімволокна, завод верстатів-автоматів, біомедскла та ще низка підприємств.
У 1977 — 1978 рр. побудовано тролейбусну лінію до Східного промислового вузла по вулицях Баранова та Корольова.